# Madhuca magnifolia
Madhuca magnifolia là một loài thực vật có hoa trong họ Hồng xiêm. Loài này được (King ex S.Moore) S.Moore mô tả khoa học đầu tiên năm 1926.